# 袁绍先
袁绍先（1893年5月—1985年4月），字尔康，湖南省长沙县河西都九甲（今望城县霞凝乡）人，中国近代政治人物。

## 生平
15岁时到长沙源茂绸布店学徒，宣统三年（1911年）入商业学校银行科，毕业后到宝华实业总会协助筹组工厂、学校、牧场。其间，曾与易誉谟、成章等组织“五族少年保国会湖南一分会”。1913年，汤芗铭督湘，对反袁世凯的志士和革命党人进行残酷镇压，宝华实业总会、五族少年保国会均遭迫害。袁绍先被迫逃亡祁阳，在淮商承销公所做收支工作。汤芗铭垮台后，袁绍先于1917年回长沙，次年出任湖南面粉公司会计。
五四运动爆发后，长沙学生起而响应，遭省长张敬尧镇压。湖南学生联合会发起“驱张”运动，推毛泽东、彭璜、何叔衡、夏曦、柳直荀等分赴北京、上海、广州、衡阳等地进行活动，他拿出300银元作为活动经费。当时，湖南各种社会思潮十分活跃，他参与黄醒、李惠迪、盛野人等创办的《体育周报》从事编辑工作，陈独秀、蔡元培等均在该报发表文章，因而声名大振。后该报改为《健康书社》，经营进步书刊。
1920年，袁绍先被推选为长沙基督教青年会董事兼会计，同年秋赴北京出席中华全国青年协会代表大会，曾受到当时总统黎元洪接见，并会见在北京联系办理赴法勤工俭学手续的毛泽东、肖子璋等人。毛泽东曾函介其返湘参加新民学会，他亦欲随蔡和森等出国留学，后因父母阻挠未能成行。赴法受阻后，他与刘梦苇、袁明谦以及陈南初、李鸿盛、谢嘉陵、张公天等组织“安社”，以欧文学说为指导思想，并创抓《青鸟》刊物宣传无政府主义。后又与井竹、李鸿盛等在小吴门外创立大同合作社，倡导“共同劳动，共同分配，工读互助”。该社创办不久，即被省长赵恒惕以“过激党”罪名勒令解散。
同年11月，湖南劳工会成立，他以个人名义加入该会。次年，毛泽东参加中共第一次代表大会后回湘，为解决建党经费在望麓园设织布厂，他投资500银元进行资助。1922年初，湖南劳工会领袖黄爱、庞人铨遭赵恒惕杀害引起公愤，袁绍先和李泰阶、李鸿盛、易子铸等谋炸赵恒惕。事败，李泰阶死难，他逃亡上海。次年春，潜回长沙，整理旧业，扩组健康书社为湖南印书馆，发行全国各书店进步书刊。时文化书社经济发生困难，他又资助500银元，使之度过难关。后因赵恒惕将其当作谋炸事件的首犯继续进行追捕，乃再次赴沪。1925年，毛泽东在沪时曾走访他，值其外出乃留一便条：“前次文化书社借五百元，尚未归还，望能一晤。”此条他予以珍藏。
九·一八事变后，袁绍先与周野荪等人在南京成立中国电讯社，上海、重庆、北京等地设分社，宣传抗日救国。1932年4月，朝鲜志士尹奉吉在上海虹口公园日本庆祝天皇生日的“长天节”大会上投掷炸弹，炸死炸伤日居沪留民团团长河端贞次、支那派遣军最高司令官白川义则大将等10余人。《中国电讯报》最早报导此消息，遭日方迫害，被迫停刊。他乃退隐南京，兴办复炎农场。1935年11月，国民党四届六中全会开幕式上，有人行刺汪精卫。事败后南京大肆搜捕刺客，他因友人陆般如牵连被捕。后因无证据，被营救出狱，旋返湘负责《力报》电讯部和社会部工作。1941年，他应刘岳厚邀出任衡阳《开明日报》经理，不久遭国民党特务绑架，经刘岳厚营救得脱。
中国人民解放军攻占湖南后，袁绍先持毛泽东1925年在上海留给他的便条，赴北京找到老友易礼容，经毛泽东推举，由湖南省人民政府安排任湖南省军政委员会参议，后改为湖南省人民政府参事室参事。1985年4月，袁绍先在长沙逝世，终年92岁。